# Cheilotrichia kuranda
Cheilotrichia kuranda är en tvåvingeart som beskrevs av Günther Theischinger 1994. Cheilotrichia kuranda ingår i släktet Cheilotrichia och familjen småharkrankar. Inga underarter finns listade i Catalogue of Life.